# دريامان
دريامان (بالفارسية: دریامان) هي مستوطنة تقع في قسم اجارود الغربي الريفي في إيران. يقدر عدد سكانها بـ 172 نسمة .